# サンデー (デザート)

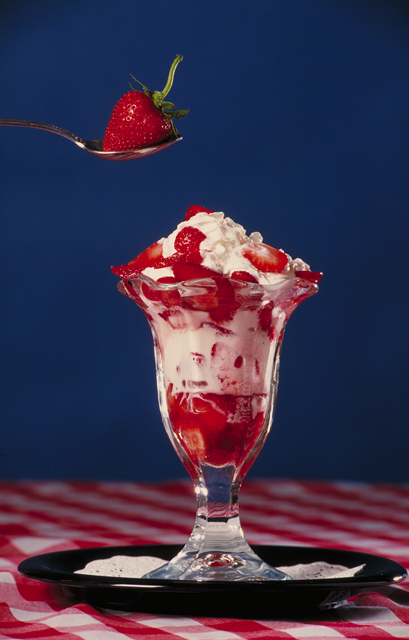
苺サンデー

サンデー（英: sundae、英語発音: [ˈsʌndei] サンデイ）は、アメリカ合衆国で生まれたアイスクリームを主体としたデザートである。ひとすくいのアイスクリームにシロップやチョコレートや果物のソースをかけたもので、ナッツや果物、ホイップクリーム、マラスキーノ・チェリー、砕いたクッキーなどをトッピングすることが多い。サンデーを背の高いガラス器（パフェグラス）に盛ると、パフェ（アメリカンパフェ）になる。

## 歴史

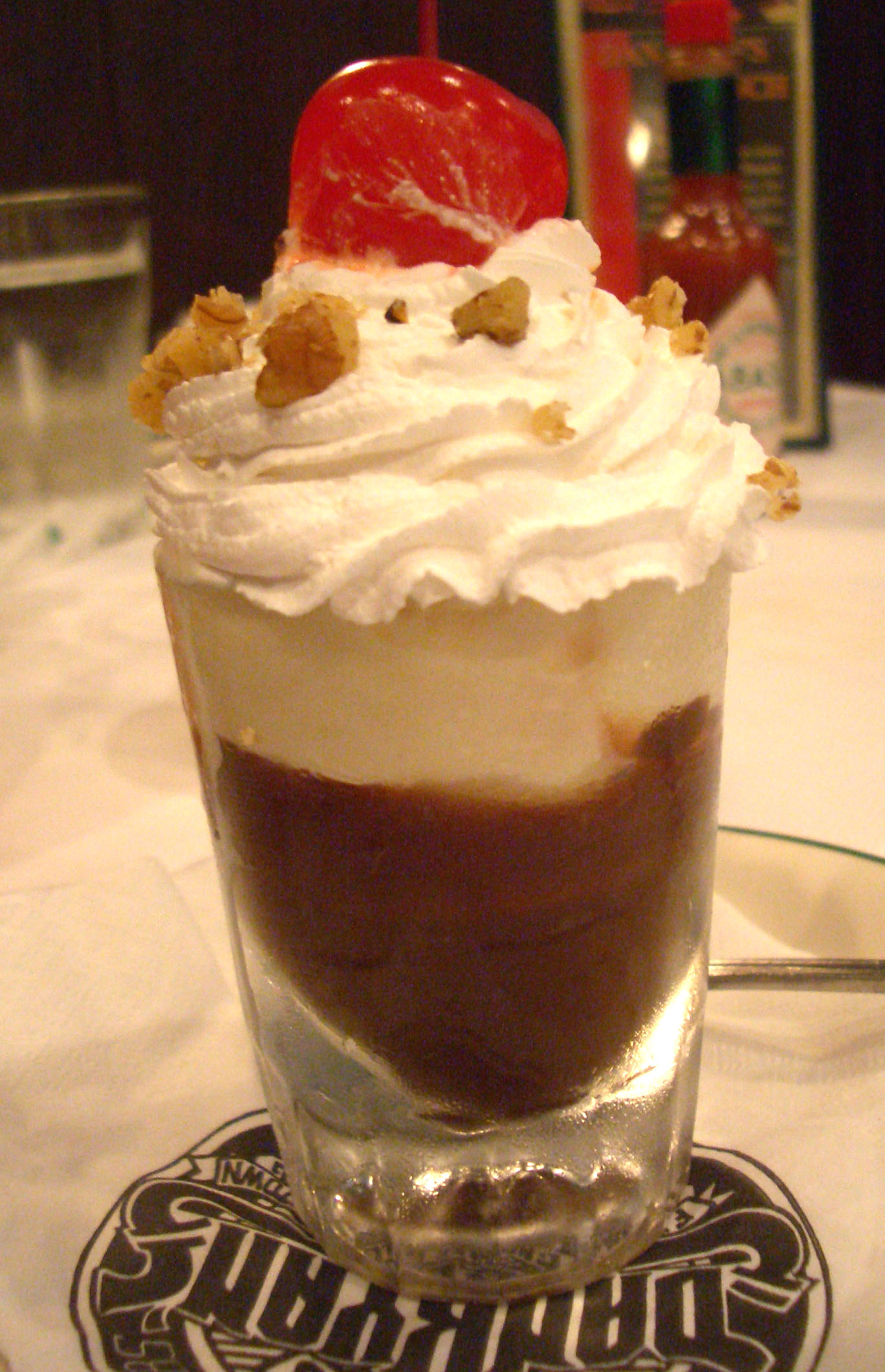
チョコレートサンデーの一例

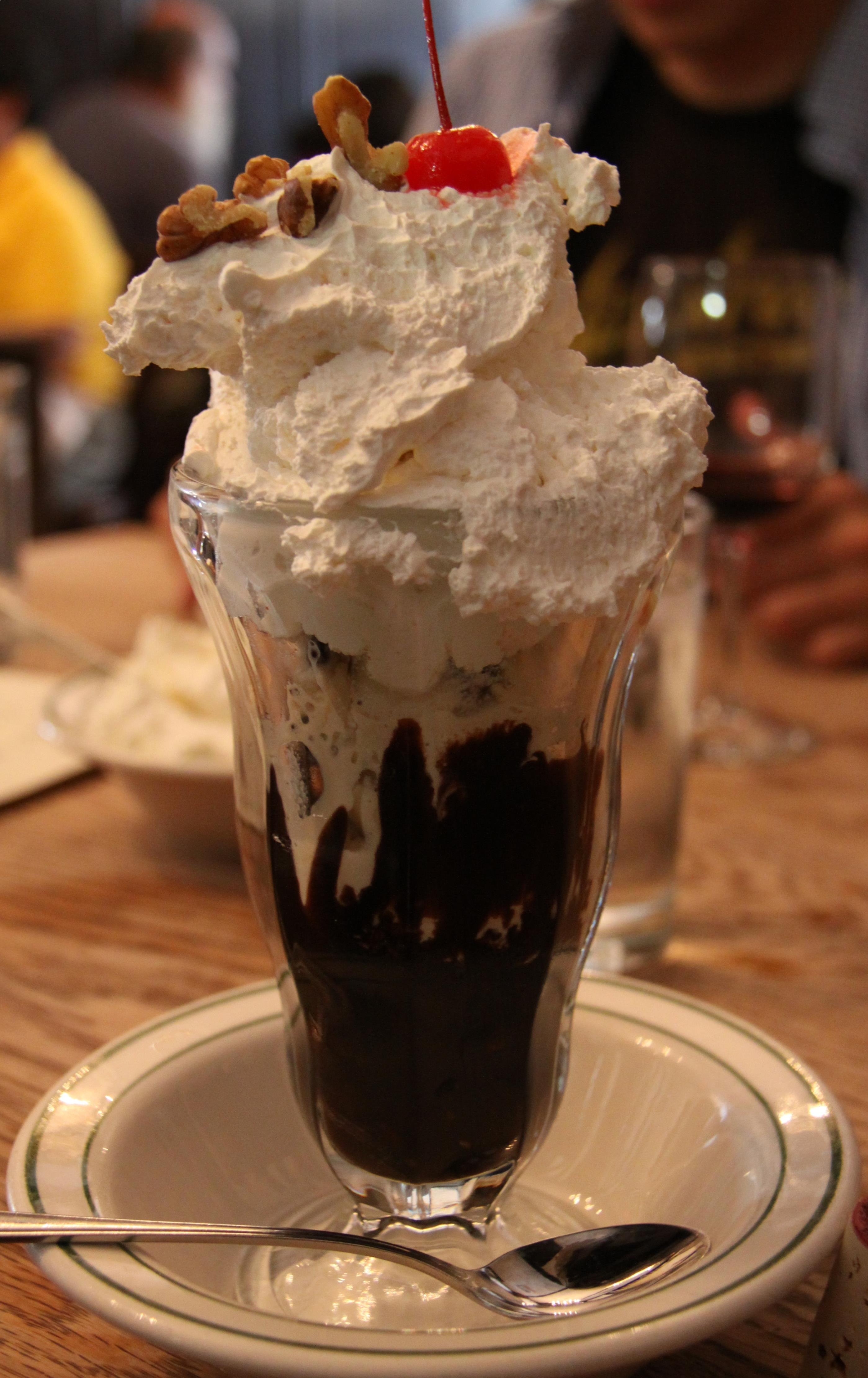
ピーター・ルーガー・ステーキハウスの名物デザート。「Holy cow（ホーリーカウ、びっくりした）」という名は客が皆思わずあげた声にちなむという。

サンデーの起源はよく分かっていない。また、ニューヨーク州ニューヨーク、イサカとバッファロー、ウィスコンシン州トゥーリヴァース、イリノイ州プレインフィールドやエヴァンストン、ルイジアナ州ニューオーリンズ、オハイオ州クリーブランドなどがサンデー誕生の地と主張している。
ウィスコンシン州トゥーリヴァースでは、アイスクリームパーラーを経営していたエド・バーナーズ(Ed Berners)が1881年に、ジョージ・ハローアー(George Hallauer)の注文でチョコレートシロップをアイスクリームにかけたのがサンデーの始まりだと信じられている。バーナーズは当時条例でクリームソーダを売ることが禁じられていた日曜日に、5セントでクリームソーダの代わりにこのデザートを提供するようになった。またバーナーズによると、トゥーリヴァースからそれほど遠くない同州マニトワックで、アイスクリームパーラーを経営していたジョージ・ギフィー(George Giffy)も日曜日だけサンデーを売り出したが、ある10歳の少女の希望により、毎日これを売るようになったという。つづりが「Sunday」（日曜日）から「Sundae」に変わったきっかけは、バーナーズにガラス器を卸していたセールスマンがつづりを間違えたという説と、「主の安息日」の名をデザートの販売名としたことに対するキリスト教徒の反発によるという説がある。
ニューヨーク州イサカでは、1892年4月3日にユニテリアン派の牧師ジョン・M・スコット(John M. Scott)とプラット＆コルト薬局の所有者チェスター・C・プラット(Chester C. Platt)が思いつきでアイスクリームにチェリーシロップをかけ、サクランボのシロップ漬けをのせたという。その日が日曜日だったことから、スコットとコルトはこれをチェリーサンデーと名付けた。事実、印刷物に現れたサンデー最古の記録は、同年同月5日付のイサカ・デイリー・ジャーナル紙に掲載されたチェリーサンデーの広告である。プラット＆コルト薬局はチェリーサンデーに続き、ストロベリーサンデーとチョコレートサンデーも発売した。プラット＆コルト薬局のサンデーの人気は大変なものだったため、チェスター・プラットは1894年までにアイスクリームサンデーを商標登録しようとした。
イリノイ州エヴァンストンは、全米でも最初（1890年）に宗教上の理由から日曜日にソーダ水を販売することを禁じる条例を可決した自治体の一つだった。エヴァンストンの薬局や菓子屋では、クリームソーダを日曜日に販売できなくなったため、アイスクリームにシロップをかけただけの「ソーダ抜きのソーダ」を合法的に販売し、これをサンデーソーダと呼んだ。しかしこのデザートが月曜日も販売されたため、地元の有力者がこのデザートを安息日と同じ名前で呼ぶことに反対し、発音は同じのままでつづりが変えられたという。